# هوارد بولاك
هوارد بولاك (بالإنجليزية: Howard Pollack)‏ هو كاتب سير أمريكي، ولد في 17 مارس 1952.